# Zwola (gromada w powiecie opatowskim)
Zwola – dawna gromada, czyli najmniejsza jednostka podziału terytorialnego Polskiej Rzeczypospolitej Ludowej w latach 1954–1972.
Gromady, z gromadzkimi radami narodowymi (GRN) jako organami władzy najniższego stopnia na wsi, funkcjonowały od reformy reorganizującej administrację wiejską przeprowadzonej jesienią 1954 do momentu ich zniesienia z dniem 1 stycznia 1973, tym samym wypierając organizację gminną w latach 1954–1972.
Gromadę Zwola z siedzibą GRN w Zwoli utworzono – jako jedną z 8759 gromad na obszarze Polski – w powiecie opatowskim w woj. kieleckim, na mocy uchwały nr 13f/54 WRN w Kielcach z dnia 29 września 1954. W skład jednostki weszły obszary dotychczasowych gromad Zwola i Czerwona Góra (bez kolonii Okopanki) ze zniesionej gminy Sadowie oraz Worowice i Truskolasy ze zniesionej gminy Modliborzyce w tymże powiecie. Dla gromady ustalono 11 członków gromadzkiej rady narodowej.
Gromadę zniesiono 1 stycznia 1959, a jej obszar włączono do gromad Sadowie (wsie Zwola i Czerwona Góra oraz kolonię Zwola) i Janowice (wieś Worowice i kolonię Worowice) i Biskupice (wsie Szczegło i Szczegło-Zagroda oraz kolonie Szczegło, Truskolasy A, Truskolasy B, Truskolasy II, Truskolasy III, Kopaniny Lasy i Worowice Truskolasy).